# جنگ زن و مرد (فیلم ۱۹۲۸)
جنگ زن و مرد (انگلیسی: The Battle of the Sexes) یک فیلم کمدی-درام به کارگردانی دیوید وارک گریفیث است که در سال ۱۹۲۸ منتشر شد.
از بازیگران آن می‌توان به سالی اونیل و ژان هرشولت اشاره کرد.
این فیلم، بازسازیِ یک فیلم قدیمی‌تر به همین نام است که توسط خودِ دیوید وارک گریفیث در سال ۱۹۱۴ ساخته شده بود.